# Lobos de la BUAP
Der Club de Fútbol Lobos de la Benemerita Universidad Autónoma de Puebla, besser bekannt unter dem Kurznamen Lobos de la BUAP, ist ein mexikanischer Fußballverein in Puebla, der Hauptstadt des gleichnamigen Bundesstaates.

## Geschichte

### Ursprünge
Die Geschichte des Vereins beginnt indirekt im Jahr 1939, als eine Fußballmannschaft mit dem Namen Preparatoria (deutsch: Gymnasium) ins Leben gerufen worden war, die sich ausschließlich aus Studenten zusammensetzte. 
Als 1967 im Bundesstaat Puebla erstmals eine dritte Liga ausgetragen wurde, wurde die Universitätsmannschaft reaktiviert und durfte von Beginn an in der Liga mitspielen. Doch bereits 1969 wechselte das am besten mit dem Fußballgeschäft vertraute Vorstandsmitglied zum Puebla FC, wodurch die Organisationsstruktur der Fußballabteilung innerhalb der Universität erheblich geschwächt wurde, so dass die Mannschaft schließlich auseinanderfiel. 

### Gegenwart
Es sollten 27 Jahre vergehen, ehe innerhalb der Universität erneut eine Fußballmannschaft auf die Beine gestellt wurde. Sie wurde in Anlehnung an ein altes Familienwappen mit einem Wolf als Symbol ausgestattet und erhielt den Namen Lobos de la UAP (damals trug die Universität noch nicht den vorangestellten Namen „Benemerita“). Die wiederbelebte Mannschaft wurde mit Beginn der Saison 1996/97 in die drittklassige Segunda División aufgenommen. Drei Jahre später erwarb der Verein durch die finanzielle Unterstützung des Unternehmers Alberto Ventosa Coghlan die Zweitligalizenz des CF Cuautitlán und wirkte in den beiden folgenden Spielzeiten (1999 bis 2001) in der Primera División 'A' mit. Der finanzielle Segen war jedoch mit dem Nachteil verbunden, dass die Unternehmensgruppe Pegaso nun die Zügel in der Hand hielt und den Verein nur zwei Jahre später nach Oaxaca verpflanzte. Damit war der organisierte Fußball erneut aus der Universität verschwunden. 
Diesmal allerdings nur für ein Jahr. Bereits für die Saison 2002/03 wurde erneut die Spielberechtigung für die Segunda División erworben und nur anderthalb Jahre später die Meisterschaft in der Apertura 2003 gewonnen. Damit hatten die Lobos sich frühzeitig für das Aufstiegsfinale am Saisonende 2003/04 gegen den Sieger der Clausura, die Pachuca Juniors, qualifiziert. Dabei konnte sich die jetzt unter dem erweiterten Namen Lobos de la BUAP antretende Mannschaft durchsetzen und qualifizierte sich erneut – diesmal mit rein sportlichen Mitteln – für die Teilnahme an der Primera División 'A' (heute Liga de Ascenso), der sie seither ununterbrochen angehört. 
Nach insgesamt fünfjähriger Zugehörigkeit zur zweiten Liga, in der die Lobos nie die Endrunde um die Meisterschaft erreichen konnten, gelang ihnen in der Apertura 2007 erstmals die Qualifikation für das Viertelfinale, in dem sie nur knapp mit 1:2 und 2:2 gegen den späteren Meister und Aufsteiger CF Indios scheiterte. In der Clausura 2017 gewannen die Lobos erstmals die Meisterschaft der zweitklassigen Ascenso MX und konnten sich im Gesamtsaisonfinale gegen die Dorados de Sinaloa durchsetzen, wodurch ihnen der Aufstieg in die erstklassige Liga MX gelang.